# Research Unix
Research Unixは、ベル研究所（の、Computer Science Research Center）によって開発されたUnixオペレーティングシステム (OS) のことで、特にUnixの起源である初期バージョンとその直系にあたるシリーズを指す。後の時代においては、商用化されたSystem Vとは別に、研究所においてトンプソンら当初の開発者らによって実験的な機能が実装されたバージョン8等のUnixを指して使われた。Plan 9はその後継にあたる。

## 概要
Research Unixという用語はVersion 8 Unixまであまり使われなかったが、その後遡って適用されるようになった。V8以前、この系統は単にUNIXかUNIX Time-Sharing Systemと呼ばれていた。
初期のバージョンと後の方のいくつかのバージョンはベル研究所以外にリリースされることがなかった。また、コード系統が単純ではないため、Research Unix のバージョンは対応するマニュアルの版によって識別される。従って、最初のResearch UnixはFirst Editionであり、最後はTenth Editionである。他の呼び方としてはVersion x（または Vx）もある(xはマニュアルの版数)。

### Research Unix のバージョン履歴
| マニュアルエディション | リリース   | 特徴 | 参考画像                                                   |
| ---------------------- | ---------- | --- | ---------------------------------------------------------- |
| V1                     | 1971年     | 最初のUNIX、内部で使用された。 |                                                            |
| V2                     | 1972年6月  | マニュアルの序文によると、当時のインストール総数は10台。                                                                             |                                                            |
| V3                     | 1973年2月  | C言語とpipe(2)が導入された。当時のインストール総数は16台。                                                                           |                                                            |
| V4                     | 1973年11月 | C言語で書かれた最初のUNIX。 |                                                            |
| V5                     | 1974年6月  | スティッキービット導入。 | バーション５のResearch Unix SIMH PDP11を表示させています。 |
| V6                     | 1975年     | ベル研究所外に広くリリースされた最初のUNIX、PDPシリーズ以外に移植された最初のUNIX。                                                  | バーション６のResearch Unix SIMH PDP11を表示させています。 |
| MINI-UNIX              | 1977年5月  | ローエンドの PDP-11/10向けの簡易版 V6                                                                                                |                                                            |
| V7                     | 1979年     | 多くのUNIXシステムの祖先となったバージョン。外部に広くリリースされた最後のResearch Unix。                                            | バーション7のResearch Unix SIMH PDP11を表示させています。  |
| 32V                    | 1979年     | VAXハードウェア用の最初のUNIX。 |                                                            |
| V8                     | 1985年     | 4.1cBSDを改造したもの。socketはSTREAMSで置き換えられ、procfsなどが新たな機能として追加された。内部で使用。                           |                                                            |
| V9                     | 1986年     | 4.3BSD のコードを導入。V8のSTREAMSを強化。内部で使用。                                                                               |                                                            |
| V10                    | 1989年     | 最後の Research Unix。troff用グラフィックス組版ツール、C言語インタプリタ、後の Plan 9 に導入されたいくつかのツールが導入されている。 |                                                            |
| Plan 9 First Edition   | 1993年     | Research Unixの開発チームが手がけた新たなOS（ユーティリティの多くがV10と共通）。                                                     |                                                            |

他の様々なUNIX（BSDやSystem V）は Research Unix から派生したものである。